# Federální okruhy Ruska
Federální okruhy Ruské federace (rusky федеральные округа Российской Федерации) jsou jednotkou státní správy Ruska. Nejsou subjekty federace, nemají zastoupení v ruském parlamentu, nemají právní subjektivitu a jejich existence není zmíněna v ústavě. V čele každého federálního okruhu stojí zplnomocněný představitel, jmenovaný prezidentem Ruské federace.
Federální okruhy byly zřízeny dekretem prezidenta Putina v květnu 2000, a to v počtu 7. Příkazem prezidenta Medveděva byl k 19. lednu 2010 vydělen z Jižního federálního okruhu nový Severokavkazský federální okruh. Mezi lety 2014 a 2016 existoval také Krymský federální okruh (v souvislosti s anexí Krymu), nakonec však byl poloostrov přičleněn k Jižnímu federálnímu okruhu. V roce 2018 byly Zabajkalský kraj a republika Burjatsko převedeny ze Sibiřského do Dálnovýchodného okruhu.

## Údaje
| Okruh | Okruh                           | Rozloha (km²) | Obyvatelstvo (odhad 2019) | Hustota obyv./km² | Federálních subjektů | Administrativní centrum |
| ----- | ------------------------------- | ------------- | ------------------------- | ----------------- | -------------------- | ----------------------- |
|       | Centrální federální okruh       | 650 200       | 39 378 059                | 60,6              | 18                   | Moskva                  |
|       | Jižní federální okruh           | 447 800       | 16 454 550                | 36,7              | 8                    | Rostov na Donu          |
|       | Severozápadní federální okruh   | 1 687 000     | 13 972 070                | 8,3               | 11                   | Petrohrad               |
|       | Dálněvýchodní federální okruh   | 6 952 500     | 8 188 623                 | 1,2               | 11                   | Chabarovsk              |
|       | Sibiřský federální okruh        | 4 361 800     | 17 173 335                | 3,9               | 10                   | Novosibirsk             |
|       | Uralský federální okruh         | 1 818 500     | 12 350 122                | 3,8               | 6                    | Jekatěrinburg           |
|       | Povolžský federální okruh       | 1 037 000     | 29 397 213                | 23,4              | 14                   | Nižnij Novgorod         |
|       | Severokavkazský federální okruh | 170 400       | 9 866 748                 | 57,9              | 7                    | Pjatigorsk              |

## Seznam federálních okruhů

### Centrální federální okruh
- Bělgorodská oblast
- Brjanská oblast
- Vladimirská oblast
- Voroněžská oblast
- Ivanovská oblast
- Kalužská oblast
- Kostromská oblast
- Kurská oblast
- Lipecká oblast
- Moskevská oblast
- Orelská oblast
- Rjazaňská oblast
- Smolenská oblast
- Tambovská oblast
- Tverská oblast
- Tulská oblast
- Jaroslavská oblast
- Federální město Moskva

### Jižní federální okruh
- Adygejská republika
- Kalmycká republika
- Krasnodarský kraj
- Astrachaňská oblast
- Volgogradská oblast
- Republika Krym
- Rostovská oblast
- Federální město Sevastopol

### Severozápadní federální okruh
- Karelská republika
- Komijská republika
- Archangelská oblast
- Kaliningradská oblast
- Leningradská oblast
- Murmanská oblast
- Novgorodská oblast
- Pskovská oblast
- Vologdská oblast
- Něnecký autonomní okruh
- Federální město Sankt-Petěrburg

### Dálněvýchodní federální okruh
- Burjatsko
- Sacha (Jakutsko)
- Chabarovský kraj
- Kamčatský kraj
- Přímořský kraj
- Amurská oblast
- Magadanská oblast
- Sachalinská oblast
- Židovská autonomní oblast
- Čukotský autonomní okruh
- Zabajkalský kraj

### Sibiřský federální okruh
- Altajská republika
- Tuva
- Chakasie
- Altajský kraj
- Krasnojarský kraj
- Irkutská oblast
- Kemerovská oblast
- Novosibirská oblast
- Omská oblast
- Tomská oblast

### Uralský federální okruh
- Kurganská oblast
- Sverdlovská oblast
- Ťumeňská oblast
- Čeljabinská oblast
- Chantymansijský autonomní okruh – Jugra
- Jamalo-něnecký autonomní okruh

### Povolžský federální okruh
- Baškortostán
- Marijsko
- Mordvinsko
- Tatarstán
- Udmurtsko
- Čuvašsko
- Permský kraj
- Kirovská oblast
- Nižněnovgorodská oblast
- Orenburská oblast
- Penzenská oblast
- Samarská oblast
- Saratovská oblast
- Uljanovská oblast

### Severokavkazský federální okruh
- Dagestánská republika
- Ingušská republika
- Kabardsko-balkarská republika
- Karačajsko-čerkeská republika
- Severoosetská republika
- Čečenská republika
- Stavropolský kraj